# Palazzo Visconti Aimi
Palazzo Visconti Aimi è un edificio storico di Milano situato in via Filodrammatici n. 10

## Storia e descrizione
Il palazzo risale al Seicento, quando fu costruito a fianco della chiesa di San Lorenzo in Torrigia. Il palazzo, difficilmente apprezzabile nella sua monumentalità per via della stretta strada su cui affaccia, è composto da tre piani: il pian terreno in bugnato semplice è centrato sul portale a sesto acuto in granito con concio di chiave decorato con una cartella; il portale è quindi sormontato da una balconata sorretta da mensole decorate. Le finestre sono decorate con cornici semplici con un cartiglio in sommità, eccezion fatta per le finestre sulla balconata al piano nobile, decorate con complessi timpani.
All'interno si trova il cortile porticato con colonne di ordine tuscanico a reggere archi ribassati: si entra negli ambienti interni tramite un androne decorato con affreschi e tele di Luca Giordano, mentre le sale interne presentano tracce di affreschi secenteschi.